# San Agustín Chayuco
San Agustín Chayuco es una localidad del estado mexicano de Oaxaca. Es cabecera del municipio de San Agustín Chayuco.

## Demografía
| Censo | Población |
| ----- | --------- |
| 1900  | 603       |
| 1910  | 767       |
| 1921  | 576       |
| 1930  | 655       |
| 1940  | 686       |
| 1950  | 889       |
| 1960  | 990       |
| 1970  | 1450      |
| 1980  | 1688      |
| 1990  | 1933      |
| 1995  | 2131      |
| 2000  | 2038      |
| 2005  | 2049      |
| 2010  | 2004      |
| 2020  | 2029      |